# وقعة تين
معركة تين بين قبائل الدواسر وقحطان ضد غالب بن مساعد شريف مكة سنة 1212هـ.
في شهر شوال سار غالب بن مساعد بالعساكر العظيمة من البادية والحاضرة، وأهل مصر والمغرب ومعه المدافع والآلات وتوجه إلى بلدة رنية وكان أميرها ابن قطنان من قبيلة سبيع وحاصرها وحصل بينه وبين أهلها من سبيع قتال شديد وقتل فيه من جيش الشريف عدة رجال وكان الحصار لمدة عشرين يوم، ثم أرتحل وقصد بيشة فحارب أهلها وكان له فيها بطانه فستطاع ان يستولي عليها وأن يدخل أهلها في طاعته وقبل حصاره بيشه ورنية أغار على قبائل من بني قحطان واخذ منهم ابلاً كثيرة فأرسل الامام ابن سعود إلى هادي بن قرملة ومن معه من قحطان وإلى ربيع بن زيد أمير وادي الدواسر وإلى بعض البادية والحاضرة ان يتوجهوا لمواجهة غالب بن مساعد فهاجموهم صباحا على القنصلية فهرب بن قرمله ومن معه وذكر المؤرخين ان القتلى بلغ عددهم حوالي ألف ومئتين.
وورد في تاريخ زينى دحلان عن هذه الموقعة خلاف ذلك حيث ذكر أن غالب بن مساعد ومن معه ارادوا وقف السلب والنهب من قطاع الطرق البدو ومن تبعهم وكانو يقتلون الناس ويسبون نسائهم ويستحلون اموالهم وورد في الوثائق العثمانية في المجلد الخاص بالتقارير العسكرية مترجم من اللغة التركية رقم 122, أن غالب بن مساعد كان مدعوما من قبل الخلافة العثمانية ومن قبل والي مصر وعلماء الحرمين للصد عن البدو ومتأخرى الحنابلة من الوهابية وأزلامهم. وتم تنحية غالب مما بدا ضعف في حملاته ضد الجماعات الوهابية، فتم فصله وفي التقرير ذكر ان السلطان العثماني رفض أمر الإعدام ونفاه علي باشا إلى سالونيك, حتى وافته المنية هناك.